# Apollonios aus Marathon
Apollonios aus Marathon (* in Marathon) war ein antiker griechischer Bildhauer hellenistischer Zeit. Er lebte etwa im 3. Jahrhundert v. Chr.
Der Name seines Vaters war Archias. Er ist bekannt durch eine 1852 in Athen auf einer Statuenbasis gefundene Künstlerinschrift, deren Schriftformen dem Anfang des 3. Jahrhunderts v. Chr. zugeordnet werden können. Apollonios war vielleicht Teil einer Künstlerfamilie, deren weiteres Mitglied Archias ist, ein athenischer Bildhauer des 1. Jahrhunderts v. Chr., dessen Vater ebenfalls ein Apollonios aus Marathon war, der aber aufgrund des Zeitunterschieds wohl nicht identisch ist mit dem Bildhauer des 3. Jahrhunderts v. Chr.